# Eriopyga strigifacta
Eriopyga strigifacta là một loài bướm đêm trong họ Noctuidae.